# Okręg Nyon
Nyon (fr. District de Nyon, niem. Bezirk Nyon) – okręg w zachodniej Szwajcarii, w kantonie Vaud. Siedziba administracyjna okręgu znajduje się w mieście Nyon. 

## Podział administracyjny
Okręg składa się z 47 gmin (commune) o powierzchni 307,36 km² i o liczbie mieszkańców 104 214.
1. Arnex-sur-Nyon
2. Arzier-Le Muids
3. Bassins
4. Begnins
5. Bogis-Bossey
6. Borex
7. Bursinel
8. Bursins
9. Burtigny
10. Chavannes-de-Bogis
11. Chavannes-des-Bois
12. Chéserex
13. Coinsins
14. Commugny
15. Coppet
16. Crans
17. Crassier
18. Duillier
19. Dully
20. Essertines-sur-Rolle
21. Eysins
22. Founex
23. Genolier
24. Gilly
25. Gingins
26. Givrins
27. Gland
28. Grens
29. La Rippe
30. Le Vaud
31. Longirod
32. Luins
33. Marchissy
34. Mies
35. Mont-sur-Rolle
36. Nyon
37. Perroy
38. Prangins
39. Rolle
40. Saint-Cergue
41. Saint-George
42. Signy-Avenex
43. Tannay
44. Tartegnin
45. Trélex
46. Vich
47. Vinzel